# Marie Braun
Maria Johanna Philipsen-Braun, detta Marie (Rotterdam, 22 giugno 1911 – Gouda, 23 giugno 1982), è stata una nuotatrice olandese.
Specializzata nel dorso e nello stile libero ha vinto la medaglia d'oro nei 100 m dorso e l'argento nei 400 m sl alle olimpiadi di Amsterdam 1928.
Nel 1980 è diventata una dei Membri dell'International Swimming Hall of Fame.
È stata primatista mondiale dei 100 m e 200 m dorso.

## Palmarès
- Olimpiadi

Amsterdam 1928: oro nei 100 m dorso e argento nei 400 m sl.
- Europei di nuoto

1927 - Bologna: oro nei 400 m sl, argento nei 100 m dorso e nella staffetta 4x100 m sl.
1931 - Parigi: oro nei 400 m sl, 100 m dorso e nella staffetta 4x100 m sl.